# Estimulación sexual
La estimulación sexual es cualquier estímulo (incluyendo el contacto corporal) que conduce a, aumenta y mantiene la excitación sexual y puede conducir al orgasmo. Si bien la excitación sexual puede ocurrir sin necesidad de estimulación física, lograr el orgasmo 
El término estimulación sexual implica a menudo la estimulación de los genitales, pero también puede incluir la estimulación de otras áreas del cuerpo, la estimulación de los sentidos (como la vista o el oído) o la estimulación mental (es decir, leer o fantasear). Suficiente estimulación del pene en los hombres y del clítoris en las mujeres generalmente resulta en un orgasmo. La estimulación puede ser hecha por uno mismo (por ejemplo, la masturbación) o por una pareja sexual (relación sexual u otra actividad sexual), por medio del uso de objetos o herramientas, o por medio de alguna combinación de estos métodos.
Algunos practican el control del orgasmo, en el que una persona, o su pareja sexual, controla el nivel de estimulación sexual para así retrasar el orgasmo y prolongar la experiencia sexual conducente al orgasmo.

## Estimulación sexual física

Zonas erógenas del cuerpo masculino y femenino.

### Genital
La estimulación sexual física suele consistir en tocar los genitales u otras zonas erógenas. Entre los tipos de estimulación sexual física que involucran a los genitales se encuentran la masturbación, los masajes eróticos, el coito y la masturbación a la pareja (handjob o fingering). La excitación sexual generalmente se desencadena a través de los nervios sensibles en estas partes del cuerpo, que provocan la liberación de sustancias químicas que causan placer (endorfinas) que pueden actuar como recompensas mentales a la búsqueda de tal estimulación. Una persona también puede excitarse sexualmente al tocar los genitales u otras partes del cuerpo de otra persona.[cita requerida]La estimulación del glande del pene o del clítoris provoca el reflejo bulbocavernoso.
El propósito de los juguetes sexuales es brindar placer y estimulación a través de una ruta alternativa al uso del cuerpo de otras personas. Pueden ser utilizados por alguien por su cuenta, en el sexo en pareja o en el sexo grupal. Pueden ser emocionantes y brindar nuevos tipos de estimulación que el cuerpo no puede producir, como las vibraciones.
Los juguetes sexuales se han usado como fuente de estimulación sexual durante miles de años. Se han encontrado consoladores provenientes de la era paleolítica, hechos de limolita y pulidos a un alto brillo. También se hacían consoladores de estiércol de camello y recubiertos con resina. Aunque se sabe que los consoladores eran usados en rituales de fertilidad, los historiadores no tienen certeza sobre si se eran utilizados también para el placer personal. Los antiguos griegos creaban consoladores a partir de penes tallados cubiertos de cuero o de tripas de animales para crear una sensación más natural.Los romanos crearon consoladores de doble punta que podían usarse con una pareja. Los consoladores chinos antiguos eran hechos de bronce o de otros metales y algunos eran huecos, lo que permitía que se llenaran de líquido para simular una eyaculación. Eran usados porque los hombres chinos ricos a menudo tenían demasiadas esposas que complacer. En Persia, se pensaba que la sangre del himen era impura y los maridos debían evitarla, así que la noche previa a la boda de una dama, un santo local iba y le rompía el himen con un gran consolador de piedra, ritual que también se usaba para confirmar la virginidad de la novia.

### Estimulación no genital
Hay muchas áreas a través de las cuales una persona puede ser estimulada sexualmente, además de los genitales. Los pezones, los muslos, los labios y el cuello pueden proporcionar estimulación sexual cuando se tocan.

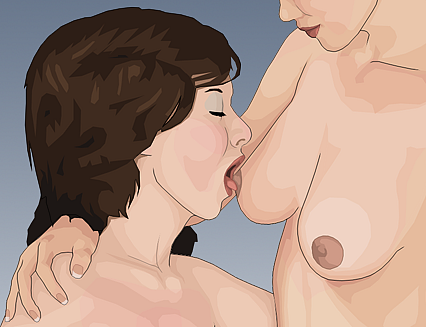
Estimulación sexual de un pezón

Pezones : Un estudio administró un cuestionario sobre la actividad sexual a 301 participantes y encontró que el 81,5% de las mujeres informaron que la estimulación de sus pezones causaba o mejoraba la excitación sexual y que el 59,1% de ellas pidió que les estimularan los pezones durante el sexo. Además, el 51,7% de los hombres informaron que la estimulación del pezón provocaba excitación sexual y el 39% dijo que mejoraba su excitación existente. La investigación que utilizó tecnología de escaneo cerebral encontró que la estimulación de los pezones en las mujeres resultó en la activación del área genital de la corteza sensorial . La investigación sugiere que las sensaciones son orgasmos genitales causados por la estimulación del pezón y también pueden estar directamente relacionados con «el área genital del cerebro». En mujeres, un estudio indicó que la sensación de los pezones viaja a la misma parte del cerebro que las sensaciones de la vagina, el clítoris y el cuello uterino. La estimulación del pezón puede desencadenar contracciones uterinas, que luego producen una sensación en el área genital del cerebro.
Muslos: en 2012, el Instituto de Tecnología de California midió las respuestas cerebrales en hombres heterosexuales cuando se les tocaba la parte interna de los muslos a la vez que se les realizaba una resonancia magnética. A los participantes se les presentó o bien un video de una mujer tocándoles el muslo o uno de un hombre tocándoles el muslo. Reportaron más placer sexual cuando pensaron que era la mujer quien los tocaba, y esto se reflejó en las resonancias magnéticas, encontrándose una mayor excitación de su corteza somatosensorial. Así, se puede concluir que los muslos son un área que puede causar estimulación sexual cuando se tocan.
Labios: Los labios contienen una gran cantidad de terminaciones nerviosas y se les considera una zona erógena. Los hombres reportan experimentar más placer con la estimulación de sus labios que las mujeres (véase más adelante en la sección sobre diferencias sexuales en la estimulación). Además de la estimulación de los labios por el contacto, los hombres pueden ser estimulados visualmente al mirar los labios de una mujer. También se ha reportado que los hombres prefieren a mujeres con labios más carnosos porque son un indicador de juventud.
Cuello: Una muestra de 800 participantes tuvo que calificar 41 partes diferentes del cuerpo respecto a su intensidad erógena en una escala del 1 al 10 (siendo 10 la más excitante). Las mujeres evaluaron la estimulación del cuello como más excitante en comparación con las evaluaciones de los hombres.

### Diferencias sexuales en las zonas erógenas
La siguiente tabla ilustra las diferencias sexuales en las zonas erógenas e incluye las diez áreas más excitantes para ambos sexos. Cada parte del cuerpo recibió una calificación sobre diez respecto a cuán excitante era al ser tocada. Aparte de las partes corporales exclusivas de un género, como el pene o el clítoris, muchas de las zonas erógenas son similares y contienen muchas terminaciones nerviosas. También sugiere que las mujeres experimentan más áreas de mayor excitación en comparación con los hombres.
| Mujeres                  | Mujeres | Mujeres             | Hombres                     | Hombres | Hombres             |
|                          | Media   | Desviación Estándar |                             | Media   | Desviación Estándar |
| ------------------------ | ------- | ------------------- | --------------------------- | ------- | ------------------- |
| Clítoris                 | 9.17    | 2.12                | Pene                        | 9.00    | 2.50                |
| Vagina                   | 8.40    | 2.35                | Boca/Labios                 | 7.03    | 2.68                |
| Boca/Labios              | 7.91    | 2.27                | Escroto                     | 6.50    | 3.72                |
| Nuca                     | 7.51    | 2.70                | Muslo interno               | 5.84    | 3.39                |
| Pechos                   | 7.35    | 2.73                | Nuca                        | 5.65    | 3.50                |
| Pezones                  | 7.35    | 3.15                | Pezones                     | 4.89    | 3.79                |
| Muslo interno            | 6.70    | 2.99                | Perineo                     | 4.81    | 4.10                |
| Parte trasera del cuello | 6.20    | 3.15                | Nacimiento del vello púbico | 4.80    | 3.82                |
| Orejas                   | 5.06    | 3.40                | Parte trasera del cuello    | 4.53    | 3.42                |
| Espalda baja             | 4.73    | 3.38                | Orejas                      | 4.30    | 3.50                |

### Estimulación interna: teoría de la transferencia de excitación de la excitación sexual
La teoría de la transferencia de la excitación establece que la excitación fisiológica existente en el cuerpo puede transformarse en otro tipo de excitación. Por ejemplo, a veces las personas pueden ser estimuladas sexualmente por la excitación residual que surge de una actividad como el ejercicio, transformándose pues en otro tipo de excitación como la excitación sexual. En un estudio los participantes hicieron algo de ejercicio físico y en diferentes etapas de recuperación se les mostró una película erótica, pidiéndoseles calificar qué tan excitados los hacía sentir. Se encontró que los participantes que todavía experimentaban residuos excitatorios del ejercicio calificaron la película como más excitante en comparación con aquellos que se habían recuperado completamente del ejercicio. Este hallazgo sugiere que la excitación restante del ejercicio se estaba transformando en excitación sexual sin necesidad de estimulación externa.

## Rutas alternativas
La respuesta sexual humana es una combinación dinámica de procesos cognitivos, emocionales y fisiológicos. Si bien las formas más comunes de estimulación sexual que se discuten son la fantasía o la estimulación física de los genitales y otras áreas erógenas, la excitación sexual puede también ser mediada a través de rutas alternativas tales como medios visuales, olfativos o auditivos.

### Visuales
Probablemente, la forma de estimulación sexual no táctil más investigada sea la estimulación sexual visual. Un ejemplo aparente es el acto del voyerismo, práctica en la que una persona observa de manera encubierta a otra desvestirse o participar en un comportamiento sexual. Si bien se le ve sociohistóricamente como una forma inaceptable de 'desviación sexual', el voyerismo destaca la tendencia humana a encontrar estimulación sexual a través de vías puramente visuales. La multimillonaria industria de la pornografía es otro ejemplo. Una presunción común en la sociedad y los medios de comunicación es que los hombres responden más intensamente a estímulos sexuales visuales que las mujeres. Esto quizás se ve ejemplificado mejor en la hipótesis de Kinsey respecto a que los hombres son más propensos a la excitación sexual a partir de estimulación visual que las mujeres y, de manera discutible, puede verse representado en la «mirada masculina» que domina la industria de la pornografía. Con todo, personas de ambos sexos pueden excitarse sexualmente con la estimulación visual. En un estudio, se evaluó la estimulación visual por medio de un video erótico. Aunque la excitación sexual encontrada fue significativamente mayor en el grupo masculino, fue la principal reacción emocional reportada por participantes de ambos sexos. Sus respuestas fisiológicas al video mostraron también características de excitación sexual, como un aumento de adrenalina en las excreciones urinarias . Un estudio subsiguiente que investigó la excitación masculina mostró que los hombres podían alcanzar erecciones rígidas tan solo mediante la estimulación visual de una película erótica.
Estudios que usan estimulación visual como medio para la estimulación sexual encuentran que la excitación sexual se correlaciona de manera predominante con una activación en la corteza límbica y paralímbica y en estructuras subcorticales, junto con una desactivación en varias partes de la corteza temporal. Estas mismas áreas son activadas durante la estimulación sexual física, destacando cuán poderosa puede ser la estimulación visual como medio de excitación sexual.

### Olfativas y evolutivas
La información olfativa es crítica para el comportamiento sexual humano. Un estudio que investigó la estimulación sexual olfativa encontró que los hombres experimentan excitación sexual en respuesta a un perfume femenino. Los individuos calificaron la estimulación odorífera y la excitación sexual percibida. También se les tomaron imágenes de resonancia magnética funcional durante el estudio. Se encontró que la estimulación olfativa con perfume femenino produce activación de áreas cerebrales específicas asociadas con la excitación sexual en hombres.
Un análisis evolutivo de las diferencias sexuales en estrategias reproductivas puede ayudar a explicar la importancia del olfato en la excitación sexual gracias a su vínculo con el perfil inmunológico y la viabilidad de la descendencia. Esto se debe a que las señales olfativas pueden desencadenar un mecanismo de evitación del incesto al reflejar partes del equipo genético de un individuo. En un estudio, hombres evaluaron la información visual y olfativa como igualmente importantes a la hora de seleccionar un amante, mientras que las mujeres consideraron que la información olfativa era la variable más importante en la elección de pareja. Además, a la hora de considerar la actividad sexual, las mujeres destacaron el olor corporal por encima de todas las demás experiencias sensoriales como las más capaces de afectar negativamente el deseo.

### Auditivas
Estimulantes auditivos también pueden servir para intensificar la excitación sexual y la experiencia del placer. La emisión de sonidos durante la excitación sexual y el acto sexual está muy extendida entre primates, incluyendo a los humanos. Estos sonidos incluyen suspiros, gemidos, fuertes espiraciones e inspiraciones, aumentos en la frecuencia respiratoria y, ocasionalmente, durante el orgasmo, gritos de éxtasis. Muchos de estos sonidos son altamente excitantes para hombres y mujeres y actúan como fuertes reforzadores de la excitación sexual, creando un poderoso efecto de retroalimentación positiva. De esta manera, es probable que las vocalizaciones copulatorias sirvan de estimulación sexual mutua para parejas que copulan.
Incluso cuando no se combinan con el «tacto», los sonidos pueden ser muy excitantes sexualmente. Material erótico comercial (principalmente producido para el mercado masculino) emplea muy frecuentemente estos sonidos. Ya en las décadas de 1920 y 1930, varios géneros de cantantes recurrieron a «gemidos bajos» para lograr un efecto erótico. Cantantes de jazz del vodevil a menudo incorporaban sonidos sexuales en la narrativa de sus letras. Incluso la música contemporánea, como las canciones «Orgasm» de Prince o «You Sure Love to Ball» de Marvin Gaye, incluye sonidos del orgasmo femenino. La investigación ha demostrado que la música puede ser un estimulante sexual auditivo. En un estudio de inducción del estado de ánimo, la exposición a cierta música dio como resultado una tumescencia del pene mayor y una excitación sexual subjetiva significativamente mayor en hombres. En un experimento similar, las mujeres no mostraron respuestas fisiológicas significativas a ciertos tipos de música, pero reportaron niveles más altos de excitación sexual. Otros estudios han analizado la conexión entre estimulación auditiva y la experiencia del placer sexual. Mientras que los niveles más altos de excitación fisiológica y subjetiva se encontraron con estímulos visuales, se descubrió que el texto hablado provoca excitación sexual en los hombres, lo que implica que los sonidos son un medio de estimulación sexual. El sexo telefónico es un tipo de inductor de excitación que hace uso de este efecto.

## Estimulación mental
La excitación sexual incluye sentimientos, atracciones y deseos, tanto como cambios fisiológicos. Estos pueden ser provocados no solo por la estimulación física sino también mental, como la fantasía, la literatura erótica, los sueños, el juego de roles y la imaginación.

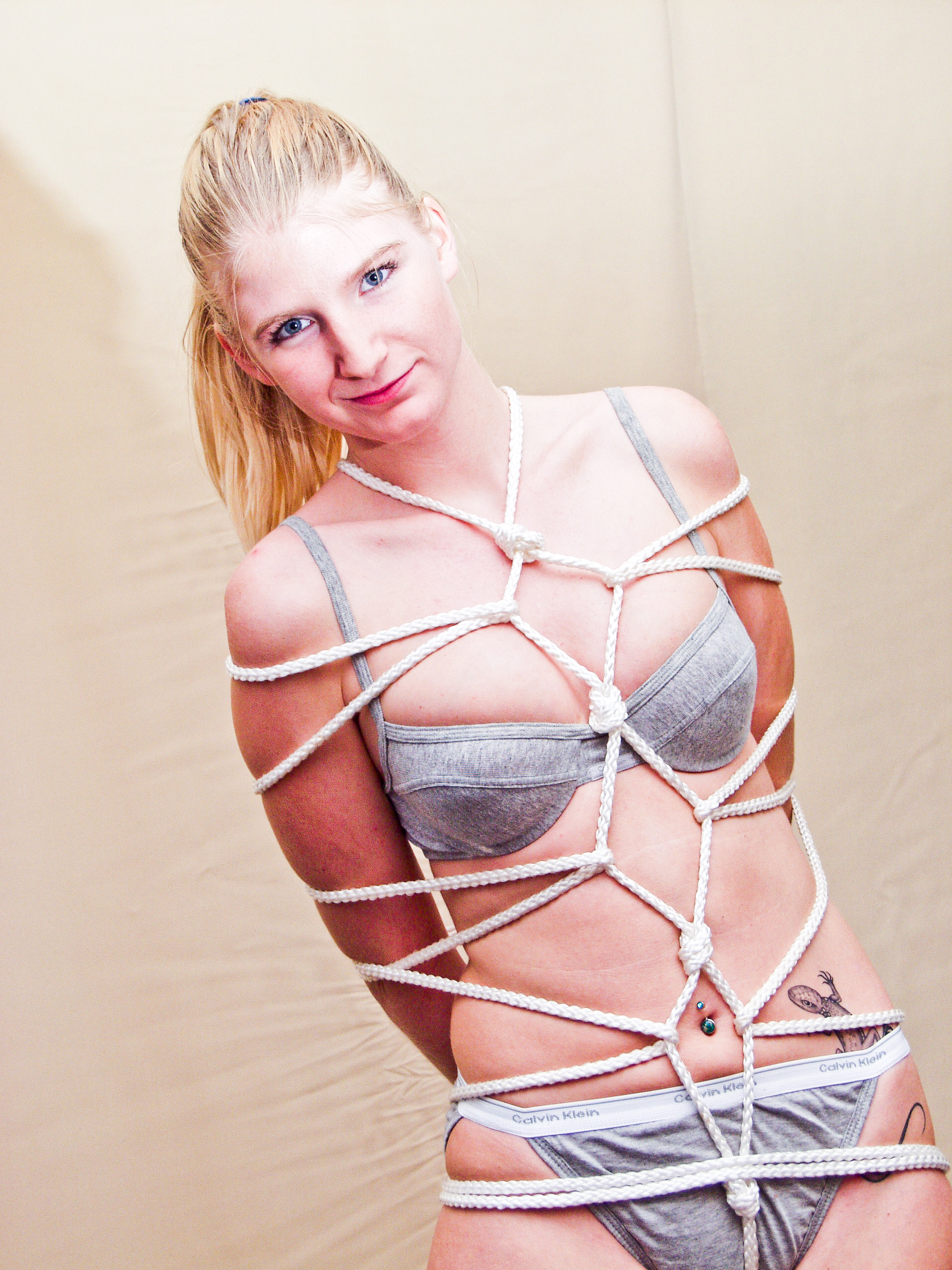
El bondage puede ser una fantasía sexual y es a menudo practicado por aquellos que participan en el BDSM.

### Fantasía
La fantasía sexual es una forma de estimulación sexual mental muy común. Ocurre cuando una persona imagina una experiencia sexual mientras está despierta. Las fantasías sexuales tienen menos límites sociales o de seguridad en comparación con situaciones de la vida real. Le brinda a las personas más libertad para experimentar o pensar en cosas que no necesariamente podrían intentar en la vida real y pueden referirse a cualquier cosa, desde imaginar a una pareja desnuda hasta, por ejemplo, imaginar una experiencia sexual con una criatura mítica. Fantasías sexuales comunes incluyen imaginar actos sexuales con una pareja, revivir experiencias previas o tener experiencias con múltiples parejas del sexo opuesto. También es común tener fantasías sobre cosas que no se harían en la vida real o sobre actividades tabú o ilegales, como obligar a otro, o ser forzado a tener relaciones sexuales, tener sexo con extraños o con varias personas a la vez, o el sexo en lugares prohibidos.
La fantasía es útil para la investigación en tanto hace que las diferencias entre las preferencias heterosexuales masculinas y femeninas sean más claras en comparación con estudios de comportamiento. Muchas fantasías sexuales son comunes entre hombres y mujeres, posiblemente debido a la influencia cultural. No obstante, se han encontrado también diferencias de género. Los hombres son más propensos que las mujeres a imaginarse en roles dominantes o activos, mientras que las mujeres son más propensas a imaginarse a sí mismas como participantes pasivas. Las fantasías femeninas suelen incluir significativamente más afecto y compromiso, mientras que los hombres son más propensos a fantasear con imágenes visuales y detalles explícitos. Una hipótesis respecto a tales diferencias proviene de una perspectiva evolutiva, según la cual en tanto las mujeres tienen una inversión parental mínima más alta que los hombres (en particular, tienen que pasar por un largo embarazo y tras el parto son las principales cuidadoras, mientras que los hombres solo tienen que proporcionar su esperma para garantizar que sus genes se transmitan), es más probable que deseen el compromiso de parte de su pareja con el fin de obtener recursos que mejoren las posibilidades de supervivencia de su descendencia.
Las fantasías eróticas pueden también tener beneficios, tales como el de aumentar la excitación más que otras formas de estimulación sexual (por ejemplo, con un relato erótico) así como aumentar el deseo sexual. Las personas que les revelan sus fantasías sexuales a sus parejas suelen también reportar una mayor satisfacción sexual. No obstante, el si las personas están dispuestas o no a abrirse a su pareja depende por lo general del contenido de tales fantasías. Un efecto más negativo de la fantasía sexual es que se le ha vinculado con la comisión de delitos sexuales y es común que personas que han cometido delito sexuales reporten que han tenido fantasías relacionadas con tales delitos. Sin embargo, es cierto que tales fantasías son también comunes entre personas que no cometido tales actos delictivos y que estas personas no usan sus fantasías para guiar su comportamiento. Por lo tanto, la fantasía por sí sola no puede usarse como una señal de que alguien se convertirá en un delincuente sexual.

### Sueños
Los orgasmos nocturnos o «sueños húmedos» ocurren cuando una persona, hombre o mujer, eyacula o tiene un orgasmo durante el sueño. Este fenómeno suele ocurrir durante las fases de sueño MOR (movimiento ocular rápido), que es la fase en la que se reporta el mayr número de sueños. Esto implica que los sueños eróticos por sí solos son suficientes para estimular a los hombres, si bien erecciones ocurren durante todas las fases MOR. Según los datos de autoreporte, hasta un 22 % de mujeres jóvenes pueden también experimentar un orgasmo durante el sueño, y estos sueños son más comunes en estudiantes universitarias que en estudiantes más jóvenes. Los orgasmos experimentados han sido correlacionados positivamente con una alta emotividad, incluyendo excitación sexual, pero también ansiedad.

### Juego de roles sexual
El juego de roles sexual se refiere a la representación o actuación de personajes o escenarios que pueden estimularse sexualmente a la pareja. Esto puede incluir fantasías (discutidas anteriormente) y fetiches u otras prácticas sexuales como el BDSM (bondage y disciplina, dominación y sumisión, sadismo y masoquismo) o juegos de edades. Ha sido descrito por algunos como una versión adulta de los juegos de rol en vivo. El juego de roles también se puede hacer en línea, escribiendo relatos uno al otro o fingiendo ser un personaje, y por lo tanto es una forma de estimulación mental en la que se puede participar con otra persona sin estar físicamente presente. Muchas personas de diferentes edades encuentran placenteros y excitantes los juegos de rol en línea.
El juego de roles también puede incluir la llamada fanfiction sexual, en que personajes (generalmente ficticios) de historias conocidas, que no aparecen juntos sexual o románticamente en las historias originales, son incluidos en escenas sexuales escritas por aficionados. La Slash fiction es un tipo de fanfiction en el que personajes del mismo sexo (originalmente masculino-masculino) son puestos en actividades románticas o sexuales entre ellos. La slash fiction permite a quienes escriben estas historias la libertad de compartir fantasías estimulantes que pueden en ocasiones ser contraculturales.